# 足摺海底館
足摺海底館（あしずりかいていかん）は、高知県土佐清水市の竜串海域公園にある海中展望台である。

## 歴史
白浜海中展望塔（初代。1985年にタンカーの衝突により破損、現在のものは二代目）、ブセナ海中展望塔、串本海中公園 海中展望塔に次ぐ日本で4番目の海中展望台として、1972年1月1日に開館した。中国・四国地方では唯一の施設である。
2022年7月22日に登録有形文化財を当時の文部科学大臣末松信介に答申した。海中展望塔は全国初となった。

## 建築

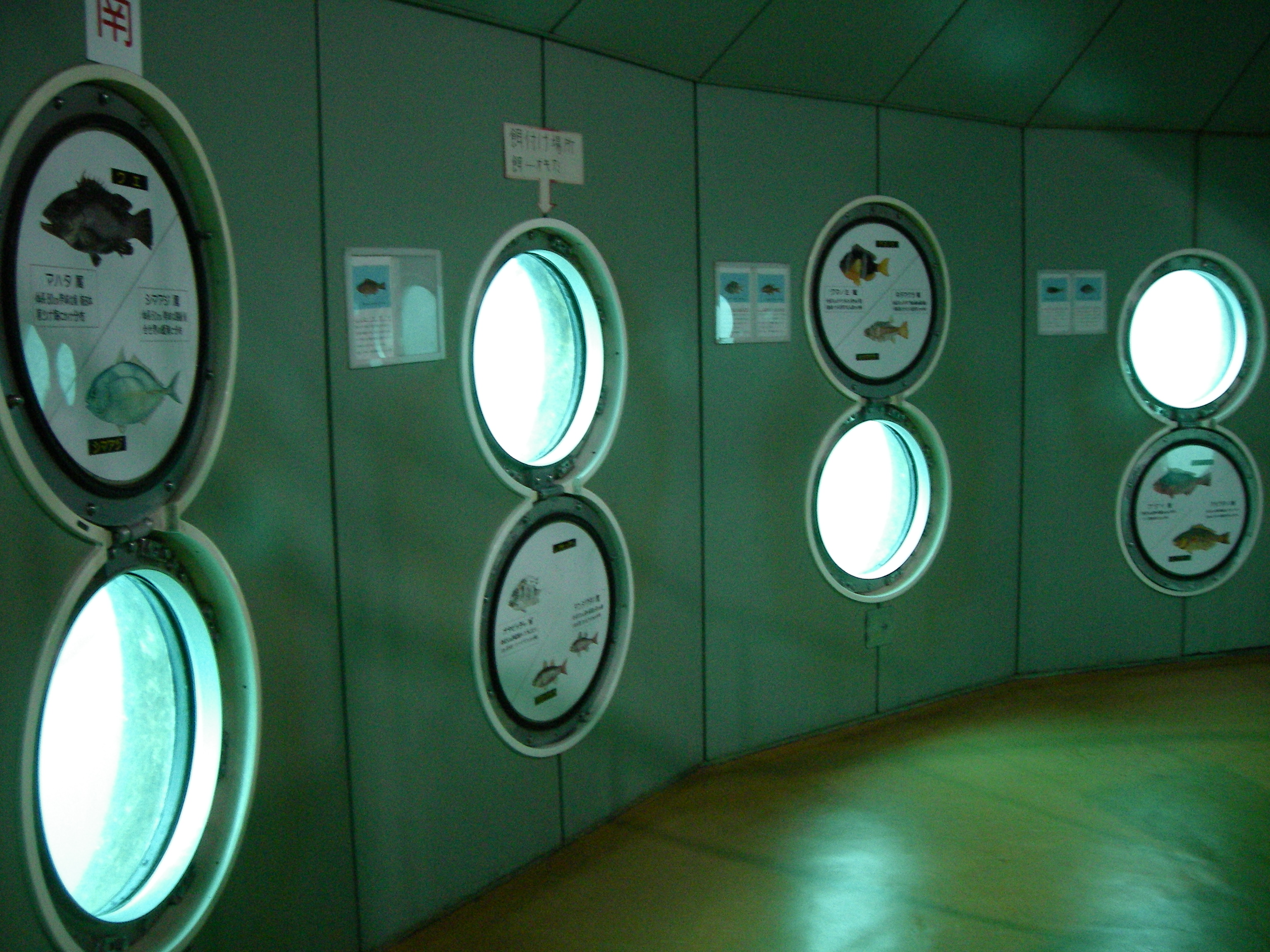
海中展望室

岩場の先に白い円筒形の塔があり、海上約7mの高さに赤い海上展望台が十字型に突き出している。そのうちの一つから、約54mの連絡橋が岸まで伸びている。塔の内部には64段の二重らせんの階段があり、水面下7mの海中展望室に通じている。海上部分の塔の直径は5m、海中部分は直径10mに広がっている。塔の全長は24.3m。総重量は520トンで、川崎重工業の工場で製作され船舶で現在地まで輸送された。展望室には直径60cmの円形の窓が16箇所あり、サンゴ礁や熱帯魚、回遊魚などを観察できる。窓ガラスは45mm厚の強化ガラスを2枚張り合わせている。